# مصطفى الحسن
مصطفى محمد الحسن (26 نوفمبر 1976، ويُكنّى بأبي عاصم)، أكاديمي وكاتب رأي وروائي. حصل على شهادة الدكتوراه في فلسفة التفسير من جامعة اليرموك بالأردن عام 2012.

## النشأة التعليم
نشأ بمدينة الخبر في المملكة العربية السعودية، وتلقى تعليمه بها، وحفظ القرآن وأخذ إجازة في رواية حفص عن عاصم، ثم حصل على البكالوريوس من جامعة الإمام محمد بن سعود بالرياض، ثم أكمل دراساته العليا في الأردن. عمل في التعليم العام بالخبر، وفي جامعة الملك فهد للبترول والمعادن بالظهران إلى أن تقاعد منها، ويدير حاليًا أعماله الحرة.

## المسيرة المهنية
كتب في صحيفة اليوم السعودية في صفحة الرأي في الفترة بين 2011 إلى 2015؛ تولى إدارة ملتقى النهضة الشبابي الذي عقد في البحرين وقطر، وتم إلغاء الثالث المفترض انعقاده في الكويت، بسبب أزمة جدل تشكلت حول الملتقى في الصحف الخليجية وقتها.
دخل السجن في عام 2017 لعدة أشهر بسبب ما يعتقد أنها آراء شخصية. أبدى اهتماما كبيرا في السنوات الأخيرة بالعمل الروائي، كتابة وتحليلا.

## الحياة الشخصية
مصطفى الحسن متزوّج من شروق الماجد. تم تشخصيه في عام 2014 بمرض السرطان.

## كتب ومنشورات

### التأويل
- الدين والنص والحقيقة، قراءة تحليلية في فكر محمد أركون. (2012)
- النص والتراث، قراءة تحليلية في فكر نصر أبوزيد. (2012)
- موجز في طبيعة النص القرآني. (2014)

### الروايات
- عام الريح (2017).
- المعطوب وآكلو الورق (2020).